# Julio Enrique Prado Bolaños
Julio Enrique Prado Bolaños (ur. 21 listopada 1943 w Cumbal w departamencie Nariño) – kolumbijski duchowny rzymskokatolicki, biskup pomocniczy Cali w latach 1992–1995, biskup diecezjalny Pasto w latach 1995–2020, administrator apostolski sede vacante diecezji Tumaco w latach 2015–2017, od 2020 biskup senior diecezji Pasto.

## Życiorys
Julio Enrique Prado Bolaños urodził się 21 listopada 1943 w Cumbal w departamencie Nariño. Studiował filozofię i teologię w Wyższym Seminarium Duchownym w Pasto. Odbył kursy teologiczne na Universidad Pontificia Javeriana i filozoficzne na Universidad Santo Tomás. Święcenia prezbiteratu przyjął 3 grudnia 1967.
Po święceniach pełnił następujące funkcje: wikariusz parafii w Cumbitara; proboszcz parafii La Llanada oraz profesor w Colegio Seminario w Ipiales; 1982–1992: proboszcz oraz rektor szkoły „José Antonio Llorente” w Cumbal.
8 lipca 1992 papież Jan Paweł II prekonizował go biskupem pomocniczym Cali ze stolicą tytularną Furnos Maior. Święcenia biskupie otrzymał 22 sierpnia 1992 w katedrze św. Piotra Męczennika w Ipiales. Udzieli mu ich Gustavo Martínez Frías, biskup diecezjalny Ipiales, w asyście Pedro Rubiano Sáenza, arcybiskupa metropolity Cali, i Arturo Salazar Mejia, biskupa diecezjalnego Pasto. Jako zawołanie biskupie przyjął słowa „Anunciar a Jesucristo” (Ogłoś Jezusa Chrystusa).
2 lutego 1995 papież mianował go biskupem diecezjalnym Pasto. 
25 lipca 2015 papież Franciszek mianował go administratorem apostolskim sede vacante diecezji Tumaco; którym był do 20 maja 2017.
1 października 2020 papież Franciszek przyjął jego rezygnację z obowiązków biskupa diecezjalnego Pasto.